# Kepler-186c
Kepler-186c es un exoplaneta ubicado en la constelación de Cygnus, a 492,5 años luz de la Tierra. Su descubrimiento se confirmó en 2014, después de que el telescopio espacial Kepler detectase varios tránsitos del objeto frente a su estrella. Tiene un radio de 1,34 R⊕, inferior al límite teórico establecido por los expertos que separa a los cuerpos terrestres de los de tipo gaseoso. Por tanto, es probable que se trate de un planeta telúrico.
Se conocen otros cuatro planetas pertenecientes al sistema Kepler-186, Kepler-186b, Kepler-186d, Kepler-186e y Kepler-186f. Excepto este último, todos orbitan a su estrella a distancias reducidas y, como consecuencia, es probable que sus temperaturas sean muy altas. Kepler-186f es el primer exoplaneta de masa terrestre descubierto que pertenece a la zona de habitabilidad de su sistema.

## Características
Kepler-186 es una estrella tipo K-tardío, prácticamente una enana roja tanto por su tamaño como por su luminosidad, con una masa de 0,48 M☉ y un radio de 0,47 R☉. Su metalicidad (-0,28) es parecida a la del Sol aunque algo inferior, lo que sugiere una cierta escasez de elementos pesados (es decir, todos excepto el hidrógeno y el helio). El límite de acoplamiento de marea del sistema se encuentra entre el centro de la zona habitable y su confín externo, a 0,3752 UA de la estrella. Con un semieje mayor de 0,06 UA, Kepler-186c está demasiado cerca como para superar el límite. Por tanto, es muy probable que su rotación esté sincronizada con su órbita, y cuente con un hemisferio diurno y otro nocturno.
El radio observado del planeta es de 1,34 R⊕, por debajo del límite de 1,6 R⊕ que marca la separación entre los planetas telúricos y los de tipo minineptuno, aunque no tanto como su compañero Kepler-186b. Si la composición del objeto es parecida a la de la Tierra, su masa sería de unas 2,37 M⊕ y su gravedad un 31 % mayor que la terrestre. Con estas características, es probable que sea un planeta telúrico como la Tierra o Venus, aunque la posibilidad de que se trate de un mundo oceánico donde el agua se encuentre en un estado de fluido supercrítico aún no ha podido ser descartada. Sin embargo, dada la proximidad respecto a la estrella, cabría esperar que perdiese casi toda su atmósfera, especialmente el hidrógeno por escape hidrodinámico.
Considerando su ubicación en el sistema y la luminosidad de su estrella, la temperatura de equilibrio de Kepler-186c es de 191,45 °C. Si su atmósfera y albedo son similares a los de la Tierra, su temperatura media en la superficie rondaría los 230 °C, aunque es probable que por la cercanía respecto a su estrella, la consecuente pérdida de agua, el anclaje por marea y la mayor actividad volcánica —a consecuencia de su masa y ubicación en el sistema—; sufra un efecto invernadero descontrolado que incremente ampliamente sus temperaturas. En Venus, que proporcionalmente orbita a una distancia muy superior a la de Kepler-186c, la diferencia entre la temperatura de equilibrio y la temperatura media superficial se acerca a los 500 °C.

## Sistema
Kepler-186c es el segundo exoplaneta confirmado en el sistema Kepler-186, tras Kepler-186b. Poco después se descubrieron tres más, Kepler-186d, Kepler-186e y Kepler-186f. Todos salvo Kepler-186f orbitan a distancias muy próximas entre sí y respecto a su estrella. Kepler-186c completa una órbita alrededor de su astro cada 7,27 días, Kepler-186b cada 3,89, Kepler-186d cada 13,34 y Kepler-186e cada 22,41. Durante la distancia mínima de intersección orbital, la separación entre cada uno de ellos y sus planetas más cercanos, permanece entre los cuatro y los cinco millones de kilómetros, casi diez veces más cerca que la distancia mínima entre Venus y la Tierra, y solo doce veces más que la distancia entre la Luna y la Tierra. Cuando sus órbitas coinciden, Kepler-186b y Kepler-186c llegan a estar separados por apenas tres millones de kilómetros, solo ocho veces más que la distancia entre la Tierra y la Luna.